# Nama hitchcockii
Nama hitchcockii är en strävbladig växtart som beskrevs av John D. Bacon. Nama hitchcockii ingår i släktet Nama och familjen strävbladiga växter. Inga underarter finns listade i Catalogue of Life.